# Grimmia ungeri
Grimmia ungeri là một loài Rêu trong họ Grimmiaceae. Loài này được Jur. mô tả khoa học đầu tiên năm 1865.